# Локерен
Ло́керен (нидерл. Lokeren) — город в Бельгии, в провинции Восточная Фландрия. Население — около 40 000 человек (по состоянию на 2011 год). Площадь — 67,5 км².
Город Дендермонде лежит на 11 км юго-восточнее Локерена, Синт-Никлас — 12 км к северо-востоку, Гент — 20 км к юго-западу, Антверпен — 30 км северо-западнее. Имеется выезд на автостраду A14/E17.
Действует Stokota N.V., производитель полуприцепов-цистерн и надстроек на шасси